# Stanley Spencer
Stanley Spencer (Cookham, 30 giugno 1891 – Cliveden, 14 dicembre 1959) è stato un pittore britannico, Spencer fu soprattutto abile a comporre cicli di dipinti, come la sua grande opera per la "Sandham Memorial Chapel" e la serie "Shipbuilding on the Clyde". Il primo è un memoriale della prima guerra mondiale, mentre il secondo era stato commissionato dal 'War Artists' Advisory Committee' durante la seconda guerra mondiale. Nel 1958 fu insignito del titolo di cavaliere dalla regina Elisabetta II del Regno Unito.

## Biografia

### La giovinezza
Stanley Spencer, era figlio di William Spencer, un insegnante di musica e organista di chiesa, e di Anna Caroline Slack. Era nato a Cookham, Berkshire, il 30 giugno 1891, ed era il settimo di undici figli, di cui due morti in tenera età. La famiglia viveva in una villa di proprietà, detta "Fernlea", che era stata costruita dal nonno di Stanley, un maestro muratore.
Fra il 1908 e il 1912 studiò alla "Slade School of Fine Art" dell'University College di Londra. Contemporaneamente a Spencer erano studenti della Slade School, Dora Carrington, Maxwell Gordon Lightfoot, Mark Gertler, Paul Nash, Edward Wadsworth, Isaac Rosenberg, David Bomberg e Christopher R.W. Nevinson.

L'abilità di Spencer come artista era già evidente nelle prime opere, tanto che uno dei suoi insegnanti, Henry Tonks sosteneva che Spencer aveva la mente più originale di qualsiasi altro studente a cui lui avesse avuto il piacere di insegnare.

Mentre era studente partecipò al gruppo, di breve durata, dei "Neo-primitivi", incentrato su David Bomberg Vinse vari premi, fra cui il "Premio Slade Composition" della Slade School con l'opera "The Nativity" (1912). Tre sue opere furono inserite nella mostra del 1912 sul 'Secondo post-impressionismo' organizzata a Londra da Roger Fry.
Poco dopo aver lasciato la Slade School of Fine Art, Spencer divenne noto per i suoi primi dipinti raffiguranti scene bibliche ambientate a Cookham, il piccolo villaggio sulle rive del Tamigi dove era nato e dove trascorse gran parte della sua vita. L'artista si riferiva a Cookham come "un villaggio in Paradiso", e, nelle sue scene bibliche, i compaesani erano raffigurati come personaggi del Vangelo.

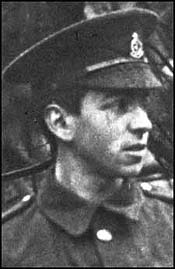
Stanley Spencer in uniforme (1917-1918 ca.)

### La prima guerra mondiale
Allo scoppio della prima guerra mondiale, Spencer si unì come volontario ai 'Royal Army Medical Corps'(RAMC). Nel 1915 fu impiegato al 'Beaufort Hospital' di Bristol, dove contribuì a curare i soldati feriti sul fronte occidentale. Nel mese di agosto 1916 fu inviato in Macedonia con la 68ª Unità Ambulanze. Nel 1917 si offrì volontario per essere impiegato in fanteria, unendosi al 7º battaglione 'Royal Berkshires' con il quale trascorse diversi mesi in prima linea. Dopo due anni e mezzo sul fronte, in Macedonia, fu congedato per i persistenti attacchi di malaria. 
Tornò in Inghilterra alla fine del 1918 e tornò anche al suo lavoro di pittore, ma le terribili esperienze del tempo di guerra, che segnarono per sempre il suo carattere, gli crearono difficoltà anche nel dipingere e questo stato d’animo fu evidente in tutti i suoi lavori seguenti.

### Gli anni Venti
Nel 1919 fu chiesto a Spencer di realizzare un dipinto per la 'Hall of Remembrance'. La richiesta era di fare un quadro delle sue esperienze in Macedonia e lui dipinse "Travoys Arriving with Wounded at a Dressing Station at Smol, Macedonia, September 1916", ora conservato all'Imperial War Museum.

Nel 1925 Spencer sposò Hilda Carline, studentessa alla Slade School e sorella degli artisti Richard e Sydney Carline. Nel novembre dello stesso anno nacque la prima figlia Shirin (nel 1930 nascerà una seconda figlia, Unity).

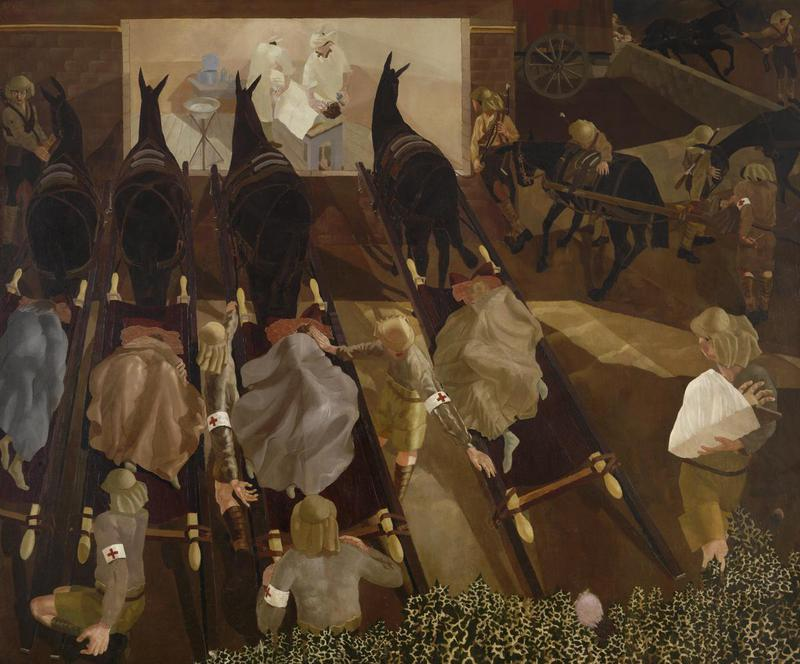
Travoys Arriving with Wounded at a Dressing-Station at Smol, Macedonia, September 1916 (1919)

Tra il 1924 e il 1926 Spencer, ospitato da Henry Lamb nel suo studio a Hampstead, dipinse "The Resurrection Cookham", che fu presentato nel febbraio 1927 in una mostra alla Galleria Goupil. Il critico d'arte del 'Times' lo definì "..il più importante quadro dipinto da un artista inglese in questo secolo....come se un preraffaellita avesse mescolato le mani con un cubista". Nel dipinto gli abitanti di Cookham e di Hampstead, compresi l'artista e i suoi familiari, escono dalle loro tombe e si spingono nelle strade di Cookham, andando incontro a Dio. La mostra fu un grande successo e ben trentanove dipinti risultarono venduti, compreso "The Resurrection, Cookham", che fu acquistato dal barone Lord Duveen, che in seguito lo presentò alla Tate Gallery.
Subito dopo Spencer ottenne dai coniugi Behrend il compito di realizzare una serie di dipinti in memoria del fratello di Mrs. Behrend, Henry Willoughby Sandham, morto in guerra. Il ciclo decorativo di diciannove dipinti ispirati a scene di vita militare quotidiana della prima guerra mondiale, fu inserito nella 'Sandham Memorial Chapel' a Burghclere, Hampshire.

La cappella fu realizzata secondo le indicazioni dello stesso Spencer e fu dipinta seguendo come modello la Cappella degli Scrovegni di Padova, affrescata da Giotto.
Spencer lavorò a questo colossale ciclo quasi ininterrottamente tra il 1926 e il 1932, vivendo in una casa a fianco della cappella con la moglie e le due figlie. Il ricordo delle esperienze della guerra fu l'ispirazione per tutto il murale, soprattutto per il dipinto "Resurrection of the Soldiers", (1928-1929), fulcro conclusivo del ciclo, ambientato all'esterno del villaggio di Kalinova, in Macedonia e raffigurante i soldati morti che riemergono dalle loro tombe.

Al riguardo Spencer affermò: "I had buried so many people and saw so many bodies that I felt death could not be the end of everything."

### Gli anni Trenta

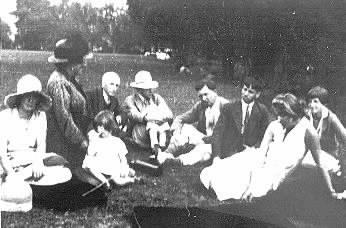
Stanley Spencer e la moglie Hilda durante un picnic (1929)

Dopo aver completato la 'Sandham Memorial Chapel', Spencer tornò a Cookham. Durante il 1932 fu eletto membro della Royal Academy of Arts ed espose dieci sue opere alla Biennale di Venezia. Nel 1935 sottopose due opere, Saint Francis and the Birds e The Dustman, alla Royal Academy, per partecipare alla 'Royal Academy Summer Exhibition', ma entrambe furono respinte.
Fra il 1935 e il 1936 realizzò una serie di nove dipinti, conosciuti come "Domestic Scenes", nei quali raffigurò la sua vita domestica con la moglie Hilda. In realtà durante questo periodo Spencer aveva iniziato a frequentare l’artista Patricia Preece e il rapporto con la moglie era in profonda crisi, tanto che nel 1937 i due divorziarono. Spencer sposò la Preece una settimana dopo il divorzio, ma il matrimonio non fu mai consumato, perché lei era in realtà lesbica ed intratteneva una relazione con l'amica Dorothy Hepworth.

Tra il 1935 e il 1936 Spencer dipinse una serie di nudi della Preece, oltre ad un ritratto con un doppio nudo di se stesso e Patricia, "Self-Portrait with Patricia Preece", ora al Fitzwilliam Museum. Nel 1937 dipinse un secondo doppio nudo, "Double Nude Portrait: The Artist and His Second Wife", più conosciuto come  'Leg of mutton nude'  ("Cosciotto di montone nudo").

### Gli anni Quaranta

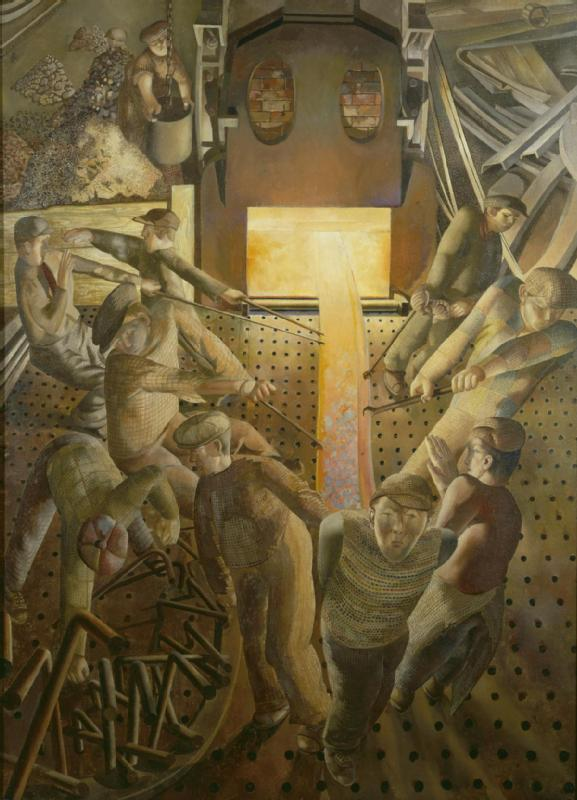
Shipbuilding on the Clyde, The Furnaces (1945)

Nel progredire della sua carriera Spencer cominciò a produrre sempre più spesso dipinti per necessità commerciali, soprattutto paesaggi.
Negli anni precedenti la seconda guerra mondiale, intraprese una serie di oltre 100 opere a matita, conosciute come gli "Scrapbook Drawings", per alcuni dei quali fu anche accusato di oscenità dalla Royal Academy.
Nel 1940 fu di nuovo scelto dal 'War Artists' Advisory Committee', WAAC come artista di guerra e fu incaricato di dipingere gli operai al lavoro nei cantieri Lithgows a Port Glasgow, sul fiume Clyde, in Scozia. La sua esperienza in questa comunità di operai fu l'ispirazione per una nuova serie di dipinti raffiguranti temi biblici inseriti nella vita quotidiana, tra cui, in particolare "The Resurrection: Port Glasgow (1947-1950)". Fra il 1940 e il 1946 dipinse una serie di otto tele, delle tredici inizialmente previste, alcune lunghe fino a sei metri. La serie, denominata "Shipbuilding on the Clyde", si trova attualmente all'Imperial War Museum.
Nel settembre del 1945 Spencer tornò al suo paese natale, stabilendosi presso suo fratello Percy.

### Gli ultimi anni

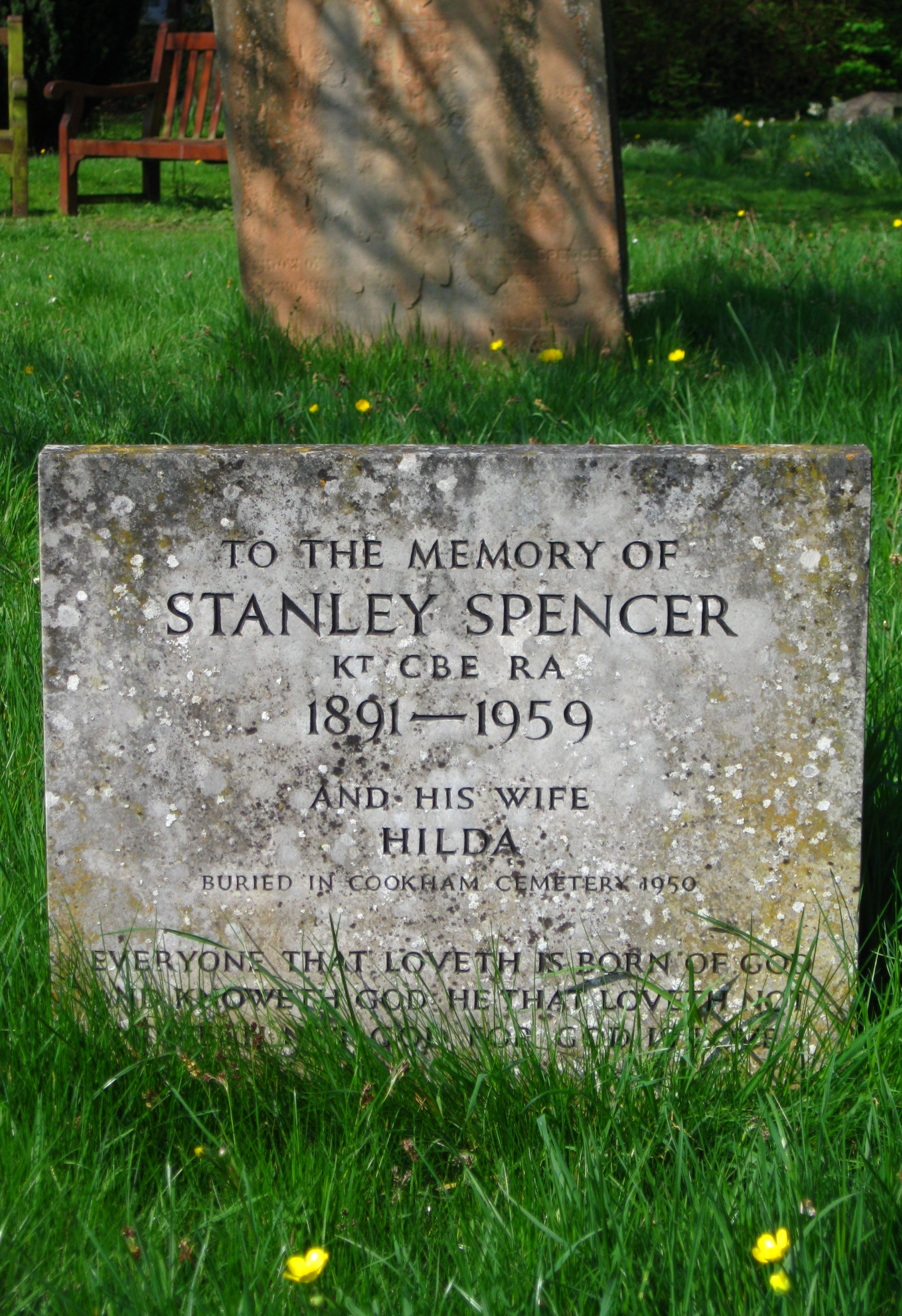
La pietra in memoria dir Stanley Spencer e sua moglie, Hilda, a Cookham.

La sua ex moglie, Hilda Carline, morì di cancro al seno nel 1950. Devastato dalla notizia Spencer continuò a scriverle lunghe, frenetiche ed erotiche lettere, spesso incoerenti.

Nella primavera del 1954, il governo cinese invitò varie delegazioni occidentali a visitare la Cina per il quinto anniversario della " rivoluzione del 1949". Fra i membri della delegazione culturale inglese fu incluso anche Stanley Spencer, che rimase fra l'altro affascinato dal paese orientale.

Negli anni successivi mise mano ad un nuovo ciclo, "Christ Preaching at Cookham Regatta" (1955-1959), al quale lavorò fino alla morte, ma che non riuscì a completare.
Nel 1958 fu insignito della laurea ad honorem in lettere dall'Università di Southampton.

Nel luglio 1959 fu nominato 'Cavaliere' dalla regina Elisabetta II del Regno Unito, divenendo così Sir Stanley Spencer.

Cinque mesi più tardi, il 14 dicembre 1959, Stanley Spencer morì di cancro nel Canadian Memorial Hospital della Croce Rossa a Cliveden. Fu cremato e le sue ceneri furono disperse a Cookham di fronte al sagrato della chiesa, nel punto in cui è stato in seguito posto un memoriale di pietra. La frase commemorativa iscritta sulla pietra è:
"Alla memoria di Stanley Spencer Kt. CBE RA, 1891-1959 e di sua moglie Hilda, sepolta nel cimitero di Cookham nel 1950. Chiunque ama è generato da Dio e conosce Dio: chi non ama non ha conosciuto Dio, perché Dio è amore"

### L'archivio Spencer e la Stanley Spencer Gallery

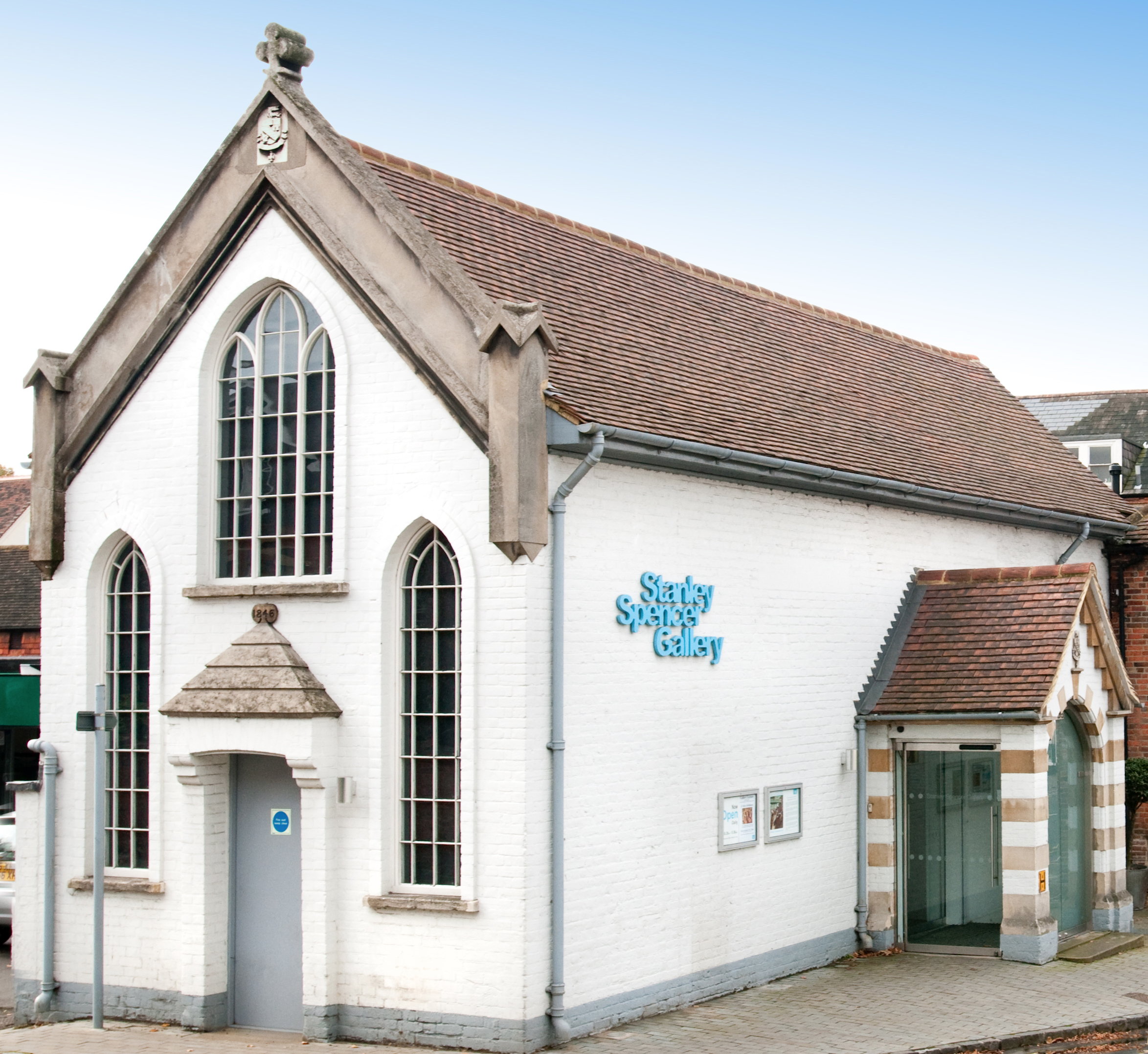
Esterno della Stanley Spencer Gallery a Cookham

Nel 1973 la Tate Gallery ha acquisito gran parte degli archivi della famiglia Spencer. Tra questi, taccuini, quaderni di schizzi e la corrispondenza di Stanley Spencer, tra cui le lettere settimanali che scriveva alla sorella Florence, mentre era di stanza a Salonicco durante la prima guerra mondiale e le lettere che scriveva alla moglie dopo il divorzio.

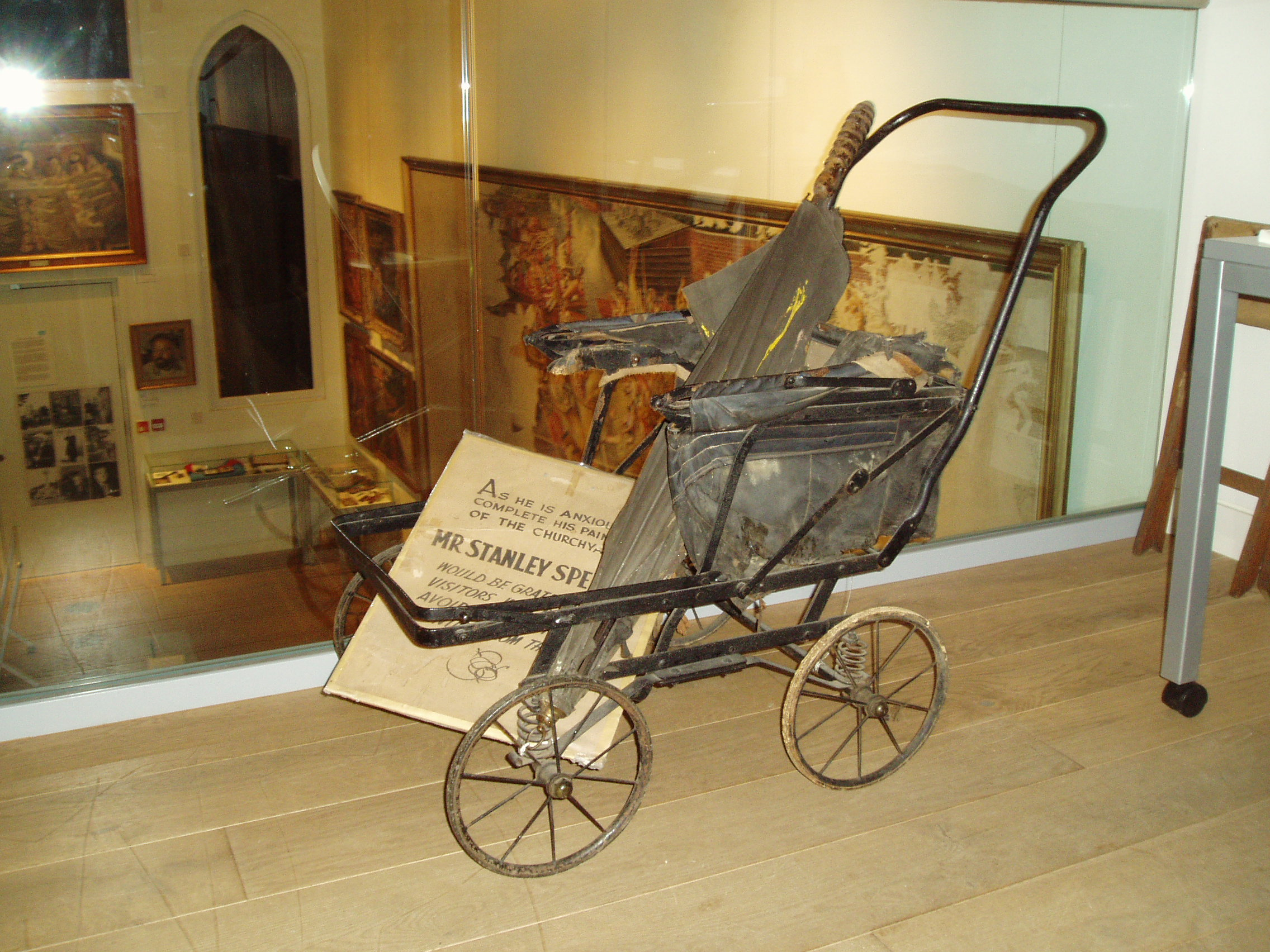
La carrozzina utilizzata da Stanley Spencer per trasportare tele e colori, oggi nella Stanley Spencer Gallery a Cookham

Spencer è stato uno scrittore prolifico e l'archivio contiene anche moltissimi appunti relativi ai suoi quadri.
Altra corrispondenza, parte della quale risale alla prima guerra mondiale, è conservata negli archivi della 'Stanley Spencer Gallery' a Cookham.
Nei suoi ultimi anni Spencer era visto come un "piccolo uomo con gli occhi scintillanti e i capelli grigi arruffati". Era diventato "una visione abituale, mentre vagava per le strade di Cookham spingendo la vecchia carrozzina in cui portava le sue tele e il cavalletto." La carrozzina, nera e malconcia, è sopravvissuta per diventare il più curioso reperto in mostra nella 'Stanley Spencer Gallery' di Cookham, inaugurata nel 1962 e dedicata alla vita e alle opere dell'artista.